# Carlos Carranza
Carlos Carranza (n. Rosario (Argentina), ca. 1947) es un deportista argentino, especializado en atletismo adaptado y natación adaptada, que se ha destacado por ser uno de los medallistas paralímpicos de ese país. Carranza ganó tres medallas en los Juegos Paralímpicos de Tel Aviv 1968: una de plata en natación (50 m libre) y dos de bronce en natación (50 m pecho) y atletismo (posta 4 × 40 en silla de ruedas).
En 2014 la Municipalidad de Rosario incluyó su nombre en una de las placas colocadas en el Paseo de los Olímpicos. Por sus logros deportivos fue reconocido en Argentina como Maestro del Deporte.

## Carrera deportiva

### Juegos Paralímpicos de Tel Aviv 1968

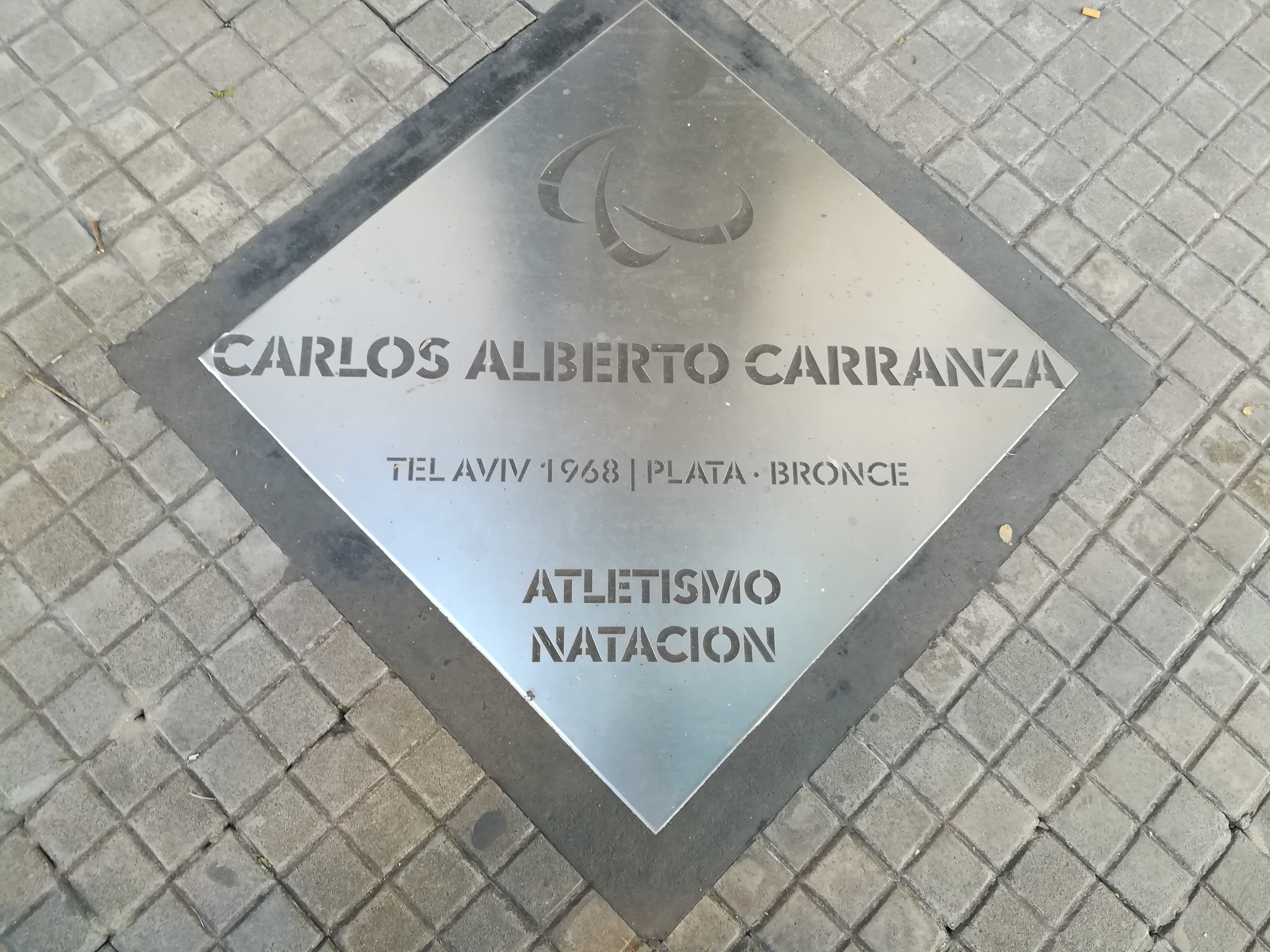
Placa homenaje a Carranza en el Paseo de los Olímpicos de Rosario.

En los Juegos Paralímpicos de Tel Aviv 1968 Miguel Ángel González obtuvo tres medallas: dos en natación (50 m libre y 50 m pecho) y una en atletismo: posta de 4 × 40 m en silla de ruedas.

#### Natación
| Natación Varones 50 m libre clase 5 (cauda equina) Participantes: 8 | Natación Varones 50 m libre clase 5 (cauda equina) Participantes: 8 | Natación Varones 50 m libre clase 5 (cauda equina) Participantes: 8 | Natación Varones 50 m libre clase 5 (cauda equina) Participantes: 8 | Natación Varones 50 m libre clase 5 (cauda equina) Participantes: 8 |
|                                                                     | Atleta                                                              | País                                                                | Tiempo                                                              |                                                                     |
| ------------------------------------------------------------------- | ------------------------------------------------------------------- | ------------------------------------------------------------------- | ------------------------------------------------------------------- | ------------------------------------------------------------------- |
| 1                                                                   | Roberto Marson                                                      | Italia                                                              | 40.1                                                                |                                                                     |
| 2                                                                   | Carlos Carranza                                                     | Argentina                                                           | 42.9                                                                |                                                                     |
| 3                                                                   | Soderberg                                                           | Suecia                                                              | 44.1                                                                |                                                                     |
| Fuente: IPC.                                                        |                                                                     |                                                                     |                                                                     |                                                                     |

| Natación Varones 50 m pecho clase 5 (cauda equina) Participantes: 4 | Natación Varones 50 m pecho clase 5 (cauda equina) Participantes: 4 | Natación Varones 50 m pecho clase 5 (cauda equina) Participantes: 4 | Natación Varones 50 m pecho clase 5 (cauda equina) Participantes: 4 | Natación Varones 50 m pecho clase 5 (cauda equina) Participantes: 4 | Natación Varones 50 m pecho clase 5 (cauda equina) Participantes: 4 |
|                                                                     | Nadador                                                             | País                                                                | Tiempo                                                              |                                                                     |                                                                     |
| ------------------------------------------------------------------- | ------------------------------------------------------------------- | ------------------------------------------------------------------- | ------------------------------------------------------------------- | ------------------------------------------------------------------- | ------------------------------------------------------------------- |
| 1                                                                   | Roberto Marson                                                      | Italia                                                              | 58.3                                                                |                                                                     |                                                                     |
| 2                                                                   | Sodeberg                                                            | Suecia                                                              | 58.7                                                                |                                                                     |                                                                     |
| 3                                                                   | Carlos Carranza                                                     | Argentina                                                           | 1:02.7                                                              |                                                                     |                                                                     |
| Fuente: IPC.                                                        |                                                                     |                                                                     |                                                                     |                                                                     |                                                                     |

#### Atletismo
El desempeño del equipo argentino de atletismo en Tel Aviv fue sobresaliente, ocupando la tercera posición en el medallero del deporte (detrás de Estados Unidos y el país anfitrión).
| Tel Aviv 1968 Atletismo Medallero | Tel Aviv 1968 Atletismo Medallero | Tel Aviv 1968 Atletismo Medallero | Tel Aviv 1968 Atletismo Medallero | Tel Aviv 1968 Atletismo Medallero | Tel Aviv 1968 Atletismo Medallero |
|                                   | País                              |                                   |                                   |                                   | Total                             |
| --------------------------------- | --------------------------------- | --------------------------------- | --------------------------------- | --------------------------------- | --------------------------------- |
| 1                                 | Estados Unidos                    | 16                                | 11                                | 16                                | 43                                |
| 2                                 | Israel                            | 9                                 | 11                                | 12                                | 32                                |
| 3                                 | Argentina                         | 9                                 | 8                                 | 8                                 | 25                                |
| Fuente: IPC.                      |                                   |                                   |                                   |                                   |                                   |

| Atletismo Varones Posta 4x40 abierto Participantes: 13 | Atletismo Varones Posta 4x40 abierto Participantes: 13 | Atletismo Varones Posta 4x40 abierto Participantes: 13 | Atletismo Varones Posta 4x40 abierto Participantes: 13 | Atletismo Varones Posta 4x40 abierto Participantes: 13 |
|                                                        | Atleta                                                 | País                                                   | Tiempo                                                 |                                                        |
| ------------------------------------------------------ | ------------------------------------------------------ | ------------------------------------------------------ | ------------------------------------------------------ | ------------------------------------------------------ |
| 1                                                      | Roman Chess Branum Gary Odorowski                      | Estados Unidos                                         | 38.6                                                   |                                                        |
| 2                                                      | Moretti S. Martin Munro Gary Hooper                    | Australia                                              | 39.8                                                   |                                                        |
| 3                                                      | Carlos Carranza Jorge Diz Hugo Loto Rubio              | Argentina                                              | 40.7                                                   |                                                        |
| Fuente: IPC.                                           |                                                        |                                                        |                                                        |                                                        |